# Deus Ex: Game of the Year Edition Soundtrack
Deus Ex: Game of the Year Edition Soundtrack — саундтрек к компьютерной игре Deus Ex, вышедший отдельным диском в составе специального издания Game of the Year Edition в 2001 году. В альбом вошли композиции, звучавшие в игре.

## Об альбоме
Игра была отмечена за красивую и разнообразную музыку, характеризующуюся необычайной атмосферностью и многожанровостью, при том что написана она целиком и полностью с использованием трекера. Основные жанры — техно и эмбиент, но также нельзя не отметить присутствие или, по крайней мере, влияние таких жанров, как дарквейв, неоклассика, а также джаз, рок и метал. Критики отметили, что музыка подчёркивает атмосферу и стиль игры.
Все треки были написаны Александром Брэндоном, Дэном Гардопи и Михилом ван ден Босом. Часть композиций (музыка в ночных клубах Нью-Йорка, Парижа и Гонконга) были записаны при участии гитариста Ривза Гэбрелса.

## Список композиций
Авторы композиций:
- Александр Брэндон (1—3, 5, 6, 9—14, 16, 18—22, 24—30)
- Дэн Гардопи (15, 23)
- Михил ван ден Бос (4, 7, 8, 17)

1. Main Title — 2:26
2. Intro Sequence — 2:19
3. Liberty Island — 2:26
4. UNATCO — 2:09
5. Battery Park — 1:49
6. NYC Streets — 2:19
7. Lebedev’s Airfield — 2:06
8. Airfield Action — 1:22
9. Enemy Within — 1:50
10. Desolation (Hong Kong Canal) — 1:30
11. The Synapse (Hong Kong Streets) — 2:20
12. Hong Kong Action — 1:01
13. Majestic 12 Labs — 1:53
14. Versalife — 1:39
15. Naval Base — 1:58
16. Paris Streets — 1:21
17. DuClare Chateau — 3:19
18. Paris Action — 1:26
19. Return to NYC — 1:36
20. Oceanlab — 1:37
21. Ocean Action — 1:26
22. Oceanlab Complex — 1:50
23. Vandenberg — 1:56
24. Begin The End (Bunker) — 1:44
25. Area 51 — 2:25
26. Ending 1 — 1:18
27. Ending 2 — 1:21
28. Ending 3 — 1:53
29. The Illuminati — 2:41
30. DX Club Mix — 3:01

В саундтрек не вошли несколько композиций Александра Брэндона, которые тем не менее звучали в игре:
1. Training Room — 02:03
2. NYC Bar — 05:10
3. Hong Kong Helipad — 03:30
4. Hong Kong Club 1 — 04:56
5. Hong Kong Club 2 — 02:57
6. The Nothing — 03:17
7. Paris Club 1 — 02:49
8. Paris Club 2 — 04:31
9. Paris Cathedral — 03:36
10. Conspiravision — 05:38
11. Paris Cathedral Conversation — 00:54